# Kuantan
Kuantan es una ciudad de Malasia, capital del estado de Pahang, situado en la zona central de Malasia Peninsular. Según estimación 2010 contaba con una población de 422 020 habitantes. Se encuentra  en promedio a 11 m s. n. m. Fue fundada en 1851. Ocupa un área de 2.960 km².
En 2023 la ciudad se hizo muy popular entre los fans del manga y anime Jujutsu Kaisen, del mangaka Akutami Gege, esto debido a que uno de sus personajes, Nanami Kento, menciona su deseo de ir a vivir su retiro en esta ciudad, construyendo una casa a orillas del mar.